# Chiesa dei Santi Fermo e Rustico (Caravaggio)
(Iscrizione sul fregio superiore della campana vecchia)
La chiesa dei Santi Fermo e Rustico, il cui titolo completo è Insigne Chiesa Arcipretale dei Santi Fermo e Rustico Martiri in Caravaggio, è la sede della parrocchiale della città di Caravaggio, in Lombardia, nonché uno degli edifici più antichi del borgo; in stile gotico lombardo, fu edificata nella sua forma nel XIII secolo, probabilmente su un edificio sacro preesistente. Seppure la chiesa parrocchiale sorga in territorio bergamasco dai tempi di Napoleone, appartiene da sempre a livello ecclesiastico alla diocesi di Cremona, della quale Caravaggio è il centro più espanso.

## Storia
Secondo la leggenda, nel 306 i due santi Fermo e Rustico transitarono per la città e resuscitarono un morto. L'elemento leggendario si scontra però con la mancanza di rilievi archeologici che permettano di accertare l'esistenza di insediamenti stabili nel territorio comunale in un'epoca tanto remota.
I primi documenti che fanno riferimento esplicito alla chiesa risalgono al 1196 e al 1218; è certo, tuttavia, che le sue origini siano anteriori, e che probabilmente un primo edificio sacro fu eretto contestualmente alla nascita stessa del paese, ancora prima dell'anno 1000.
Concepita in stile romanico, la chiesa è caratterizzata da un aspetto tipicamente lombardo-gotico, per via delle trasformazioni cui fu sottoposta successivamente alla prima edificazione; un esempio di modifica intervenuta in epoca successiva è dato dal portale, in cui figura san Bernardino con l'aureola, e che quindi è sicuramente posteriore al 1450 (poiché il santo fu canonizzato in quell'anno).
Le stesse navate laterali (e di conseguenza l'alzata centrale) furono aggiunte nel 1429, alterando l'originaria forma a capanna. Si procedette contestualmente alla realizzazione delle cappelle laterali, le quali, nonostante numerose modifiche successive, presentano numerose dedicazioni e (nella terza a sinistra) decorazioni murali del periodo medievale. Fino all'inizio del XX secolo le cappelle ospitavano anche lunghe lapidi tombali intestate a illustri famiglie locali.
L'interno dell'edificio di culto fu fortemente trasformato fra il 1777 ed il 1798; nonostante l'opposizione della cittadinanza si volle procedere ad un notevole rimaneggiamento della struttura interna della chiesa in favore di uno stile più marcatamente barocco. I lavori furono guidati dal pittore scenografo piemontese Fabrizio Galliari, cui venne anche affidata la ristrutturazione del presbiterio e del coro. Fra i principali interventi di rinnovamento architettonico disposti da Galliari si evidenziano la chiusura dei pilastri mediante paraste a capitello corinzio e la collocazione di grandi medaglie da istoriare sulle volte, che vennero foderate. Precedentemente austero, l'aspetto della chiesa divenne in questo modo spiccatamente barocco, seguendo vicende analoghe a quelle del duomo di Crema; al contrario di quest'ultimo, tuttavia, la Chiesa di San Fermo e Rustico conserva inalterate le forti correzioni settecentesche.
Un importante restauro avvenne nel 1932; nel 1990 fu operata una nuova opera di ripulitura della facciata.

## Descrizione

### Facciata
La facciata della chiesa appare tripartita fra due pilastri quadrati, posti agli estremi, e due colonne interne semicircolari, che salendo passano a quadrate per sostenere l'alto frontone; l'aspetto slanciato è accentuato dalle cinque guglie ottagonali. La parte centrale è caratterizzata da un portale in marmo, sovrastato da un grande rosone a dieci raggi.
Il frontone della facciata è dominato da tre nicchie con le statue della Madonna, di san Fermo e di san Rustico; nella lunetta del portale figura un affresco di Giovanni Moriggia raffigurante la Vergine col Bambino e i santi Fermo e Rustico.
La colorazione diseguale del cotto della facciata, unitamente alla presenza di alcune finestre mai aperte, porta a pensare a numerose modifiche intervenute in corso d'opera rispetto al progetto originario.

### Interno

La struttura interna della parrocchiale. Le lettere indicano le medaglie di Federico e Carlo Ferrario, realizzate sul finire del XVIII secolo; i numeri corrispondono alle altre opere.

Sul finire del XVIII secolo, appena terminato il rivestimento delle volte disposto da Fabrizio Galliari, si decise di commissionare gli affreschi delle sedici medaglie che sovrastano le campate, in modo da approfittare dei ponteggi già presenti. Ricevettero l'incarico i pittori milanesi Federico e Carlo Ferrario, padre e figlio. Rispetto alle altre opere dei Ferrario, i medaglioni della chiesa di san Fermo e Rustico, ispirati a fatti biblici, sono caratterizzati da colori meno accesi e più ponderati, forse sintomo di influenze del praghese Reiner. Danneggiate dall'incuria, dall'umidità e dal pulviscolo, le medaglie vennero pulite nel 1931 da Luigi Pastro, che venne criticato per le tonalità troppo scure di verde utilizzate per le vele circostanti.

#### Soggetti delle medaglie

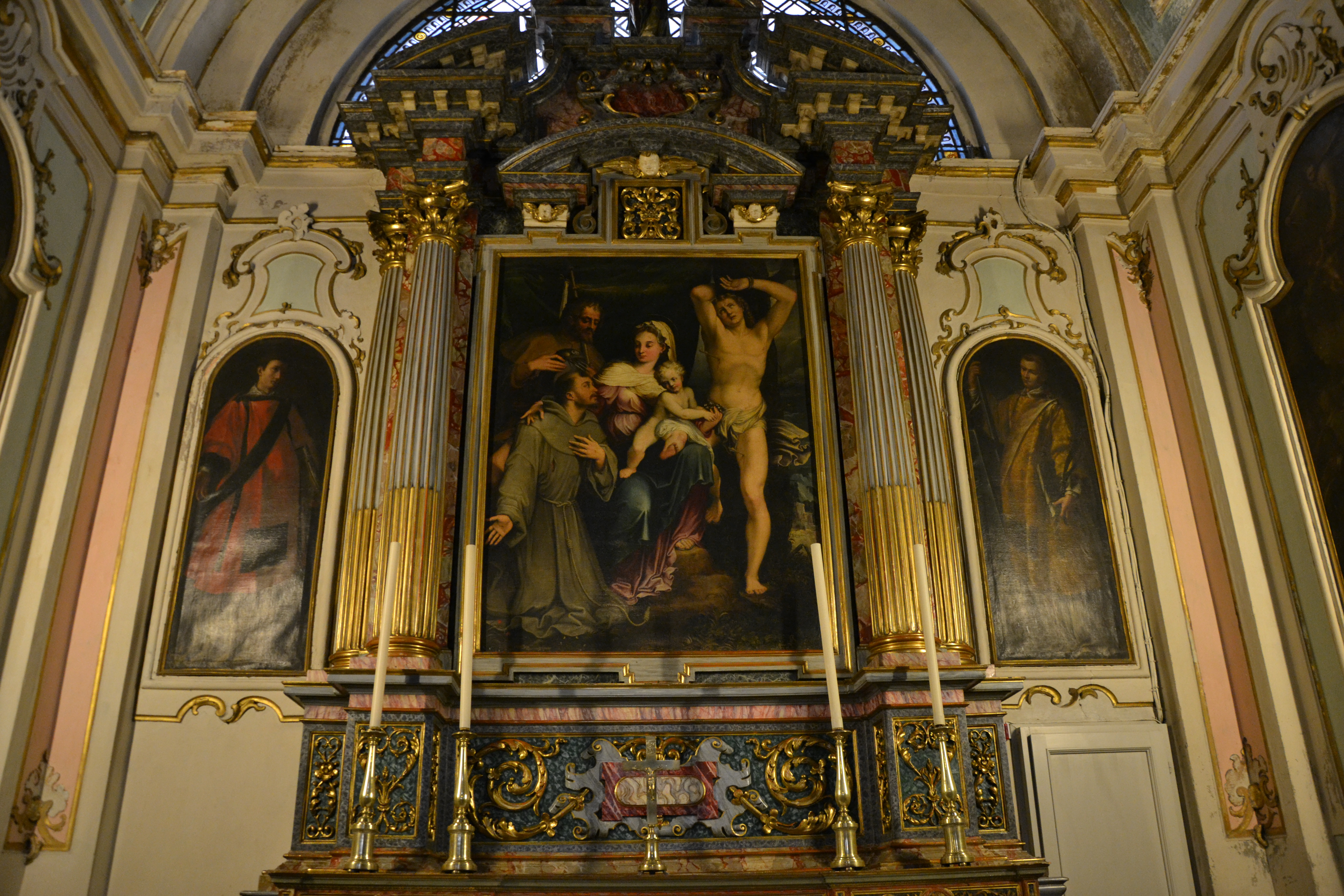
Fermo Ghisoni da CaravaggioMadonna col Bambino tra san Francesco, san Rocco e san Sebastiano

A I corvi recano il pane a Elia (I Libro dei Re, 17)

B Daniele e l'idolo Bel (Daniele, 14)

C Davide e Abigail (I Libro di Samuele, 25)

D Davide compra l'aia di Ornan (II Libro di Samuele, 24)

E Immolazione di Isacco (Genesi, 22)

F Il libro dei sette sigilli (Apocalisse, 4 e seguenti)

G Melchisedech offre i pani (Genesi, 14)

H Abramo e i tre angeli (Genesi, 18)

I Mosè discende dal Sinai con le tavole (Esodo, 34)

L Davide versa l'acqua in libazione a Dio (II Libro di Samuele, 23)

M Preparazione del tabernacolo (Esodo, 25 e seguenti)

N Agar e Ismaele nel deserto (Genesi, 21)

O Elia e l'Angelo (I Libro dei Re, 19)

P La verga di Aronne (Numeri, 17)

Q Mosè al roveto ardente (Esodo, 3)

R Incontro di Giacobbe con Esaù (Genesi, 33)

#### 1Cappella disan Roccoesan Sebastiano
La cappella era originariamente dedicata a san Gottardo, poi ricordato e raffigurato anche nella cappella di Sant'Ambrogio. L'opera principale è la Madonna col Bambino e santi Francesco, Rocco e Sebastiano, riconducibile (malgrado oggettive difficoltà di raffronto che portarono in passato a diverse attribuzioni) a Fermo Ghisoni, contaminato da influenze mantovane. San Francesco rappresenta forse allegoricamente il donatore del dipinto, e san Rocco raffigura l'autore stesso. L'opera è racchiusa in una ancona lignea della fine del XVI secolo; il suo paliotto apparteneva tuttavia all'altare della cappella del Santissimo Sacramento.
Ai lati della cappella si trovano due piccole tele centinate raffiguranti a sinistra Santo Stefano, e a destra San Lorenzo. Le due tele risalgono ai primi anni del Seicento, e potrebbero essere ricondotte, per affinità di stile, al caravaggino Giovanni Battista Secco, detto il Caravaggino .
Le pareti laterali e la volta della cappella ospitano inoltre cinque storie della vita di San Rocco: San Rocco fra gli appestati, San Rocco presentato a papa Urbano V, San Rocco in carcere, San Rocco e l'angelo e Tre putti con la palma e la corona. Di queste, le ultime tre, collocate alla volta della cappella, sono state sottoposte ad un intervento di restauro sul finire del XX secolo.

#### 2Cappella disant'Antonio di Padova
Sino al 1674 l'altare situato nella cappella ospitava una tela con l'effigie di sant'Antonio da Padova; da quell'anno è al contrario presente la nicchia con una statua del santo.
Gli originari stucchi decorativi che adornavano la volta furono rimossi nel 1923, quando il pittore Mario Albertella vi affrescò Ezzelino da Romano davanti a sant'Antonio, Sant'Antonio benedice con l'ostensorio, Gloria di sant'Antonio. Lo stesso Albertella raffigurò, nella vetrata del lunettone, Sant'Antonio tra gli indigeni africani.
Ai lati, la cappella ospita due dipinti risalenti alla seconda metà del XVII secolo raffiguranti miracoli del santo: il Miracolo del piede riattaccato e Sant'Antonio risuscita un morto.

#### 3Cappella della Beata Vergine del Rosario
La cappella era originariamente dedicata a san Giovanni evangelista, e fu intitolata alla Madonna del Rosario solamente attorno al 1650. Per l'occasione venne decorata con numerosi stucchi e tele, che sono rimasti inalterati, con la sola eccezione del simulacro della Vergine nella nicchia centrale, sostituito nel 1937 con una statua lignea dello scultore gardenese Moroder, e dello smantellamento degli stucchi seicenteschi, terminato nel 1923 ma avviato già sul finire del XVIII secolo.
La lesena d'ingresso e il sottarco ospitano una fascia dipinta dell'Albertella.
I dipinti sono riconducibili ad Andrea Asper; ai lati e nella volta si trovano quindici pannelli con i Misteri del Rosario risalenti al XVII secolo; di fronte a sinistra, San Gerolamo; a destra, San Domenico e la Madonna (datati 1655 e firmati da Asper).

#### 4Cappella di San Bernardino, o del Suffragio
La cappella, undique depicta (interamente dipinta), era originariamente intitolata al solo san Bernardino da Siena, di cui ospitava un'immagine sopra all'altare. Successivamente vi fu collocato anche un dipinto con il Crocifisso tra san Bernardino e l'Angelo custode.
Nel 1709 la cappella si arricchì del paliotto dell'altare, con un finto intarsio marmoreo in scagliola a rabeschi recante la figura centrale di San Bernardino, a firma di Pietro Solari; in seguito si aggiunsero l'ancona (con la pala) e la balaustrata. Il quadro posto sopra l'altare, raffigurante San Bernardino e santa Maria del Suffragio, è circondato da una cornice adorata ed è opera di Francesco Bradella (prima metà del XVIII secolo).
Ai lati si trovano due piccole tele del Seicento, raffiguranti San Pietro martire (a sinistra) e Santa Caterina da Siena (a destra). Le pareti laterali ospitano altre due tele del medesimo periodo, raffiguranti Santa Teresa d'Avila e San Mauro, ritoccate nel 1931.
La cura e la decorazione della cappella furono amministrate dal Monte dei Morti, con sede all'imbocco di porta Folcero, il quale raccoglieva offerte per il culto dei defunti.

#### 6Cappella dell'Apparizione
A differenza delle precedenti quattro, la cappella dell'Apparizione è collocata al termine del transetto laterale che dà ingresso alla cappella del Santissimo Sacramento; è dedicata alla Madonna di Caravaggio, e fu costruita solo nel 1841. In precedenza al culto dell'Apparizione era riservata la cappella di San Pietro e Sant'Andrea, il cui altare, viceversa, era collocato a chiusura del transetto, prima dell'edificazione della nuova cappella.
La cappella ospita L'Apparizione della Madonna a Giannetta, di Giovanni Moriggia, risalente al 1844. Incorniciata da un'ancona bianca, la tela rappresenta il miracolo dell'apparizione mariana conferendovi un'atmosfera monumentale.
Ai quattro angoli della cupola neoclassica sono affrescati altrettanti angeli, recanti invocazioni della Salve Regina.

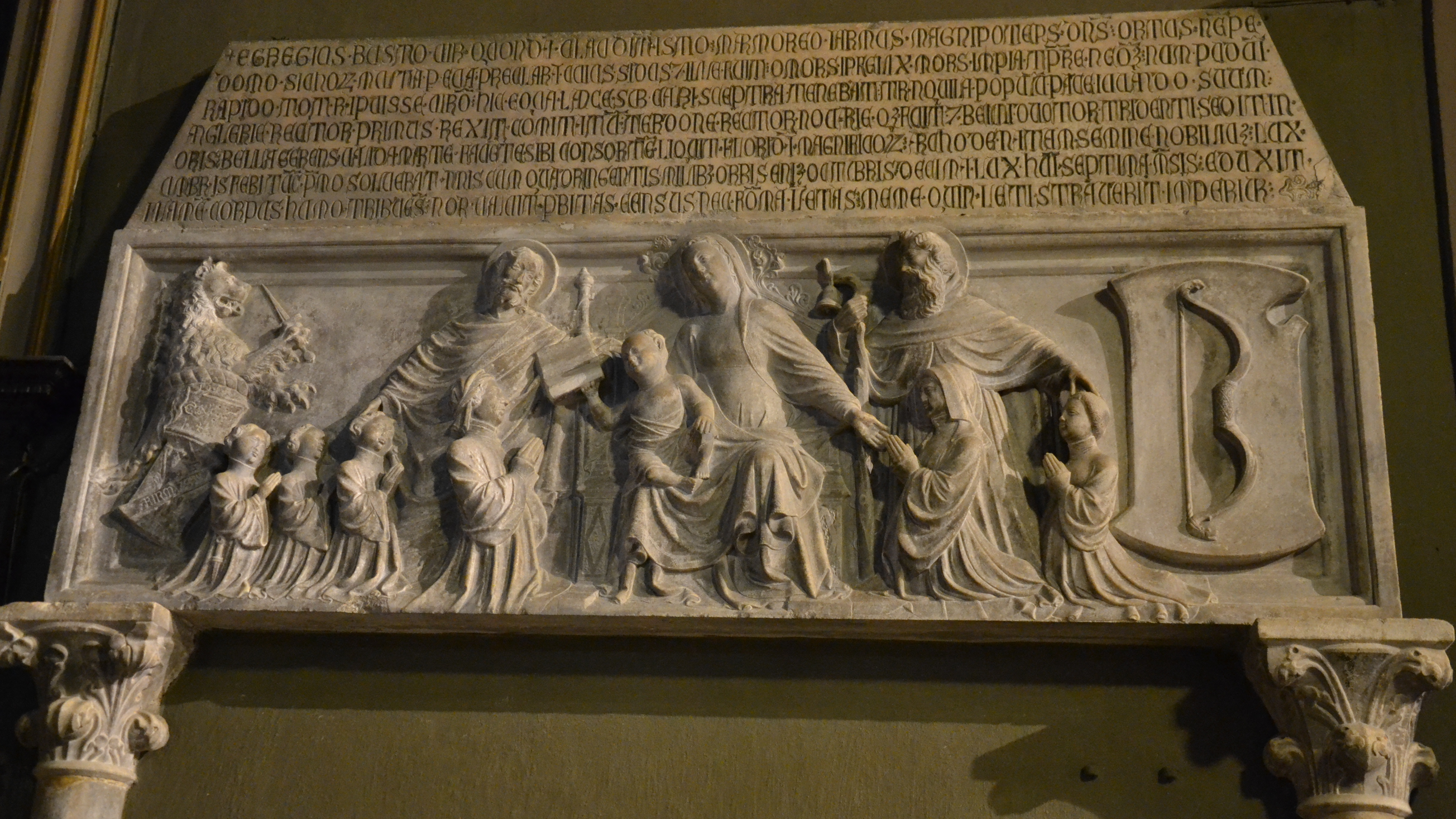
Sarcofago di Fermo Secco, XV secolo

#### 5Sarcofago di Fermo Secco
Il sarcofago di Fermo Secco, morto nel 1401, è in parte murato nella parete del transetto di fronte alla cappella del Santissimo Sacramento; vi fu trasportato dalla cappella di Sant'Ambrogio, fondata dalla stessa famiglia Secco. Il bassorilievo sul lato del sarcofago raffigura la Vergine col Bambino tra sant'Antonio abate e san Marco, i quali le affidano simbolicamente la famiglia Secco; sulla sinistra sono raffigurati il padre Fermo e i tre figli Gianluigi, Marco ed Emanuele, mentre sulla destra compaiono la madre, Florida dei conti d'Arco, e la figlia Antonia. Ai due lati sono rappresentati gli stemmi dei rispettivi casati.
Il fastigio soprastante ospita un epitaffio in distici latini, che narra le imprese di Fermo, tessendone un elogio. La grafia è gotica, come lo è il resto del sarcofago. Fermo Secco vi è descritto come signore di Calcio e castellano di Angera, di Dertona e di Novara, oltre che valoroso condottiero presso i confini di Trento.
Al sarcofago di Fermo Secco faceva anticamente da contraltare un monumento alla famiglia Sforza, che sorgeva nella navata centrale della chiesa, davanti all'altare maggiore; i resoconti storici lo descrivono come un complesso marmoreo rotondo, con diversi stemmi scolpiti delle famiglie Sforza Bentivoglio (il ramo caravaggino degli Sforza era stato infatti iniziato da Giampaolo Sforza, figlio di Ludovico il Moro, e dalla moglie Violante Bentivoglio). In un secondo momento il monumento fu ricollocato all'esterno della chiesa, all'entrata del cimitero che ne occupava il lato sud, dietro al campanile.

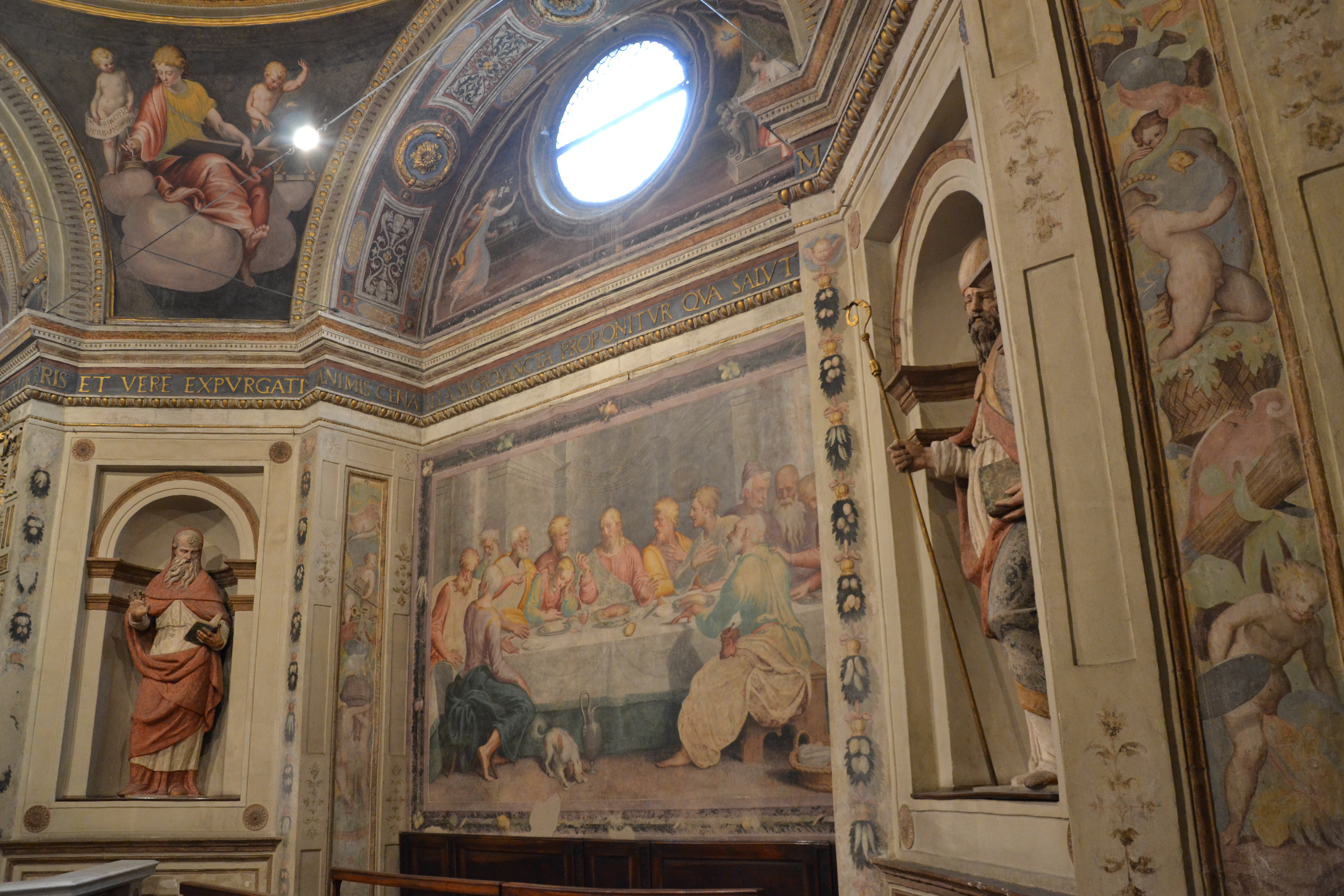
Bernardino Campi, Cappella del Santissimo Sacramento

#### Cappella del Santissimo Sacramento
La cappella, costruita tra la fine del Quattrocento e i primi anni del Cinquecento, si affacciava originariamente sull'antico cimitero cittadino, collocato nelle sue adiacenze; solo in un secondo momento venne incorporata alla chiesa. Chiaramente amadeesca, è stata attribuita al suo seguace Giovanni Battagio, autore dell'Incoronata di Lodi. Nella cupola, a forma di calotta semicircolare, sono rappresentate, sullo sfondo azzurro del cielo, le schiere angeliche, mentre in basso, affacciati ad una balaustra, sono gli  7  Gli Apostoli e Angeli Musicanti. L'affresco è del pittore caravaggino Francesco Prata (prima metà del XVI secolo). Sono invece di mano del celebre manierista cremonese Bernardino Campi gli apostoli nei pennacchi ( 8  San Luca, 10 San Giovanni Evangelista 12 San Matteo 14 San Marco) autore anche degli affreschi sottostanti:  9  L'Ultima Cena e L'Annunciazione 13 La Lavanda dei piedi e La deposizione, Gesù e la Samaritana. La tela coeva al centro con 11 Il Redentore è invece erroneamente attribuito a Giovan Battista Secco.

#### Transetto destro

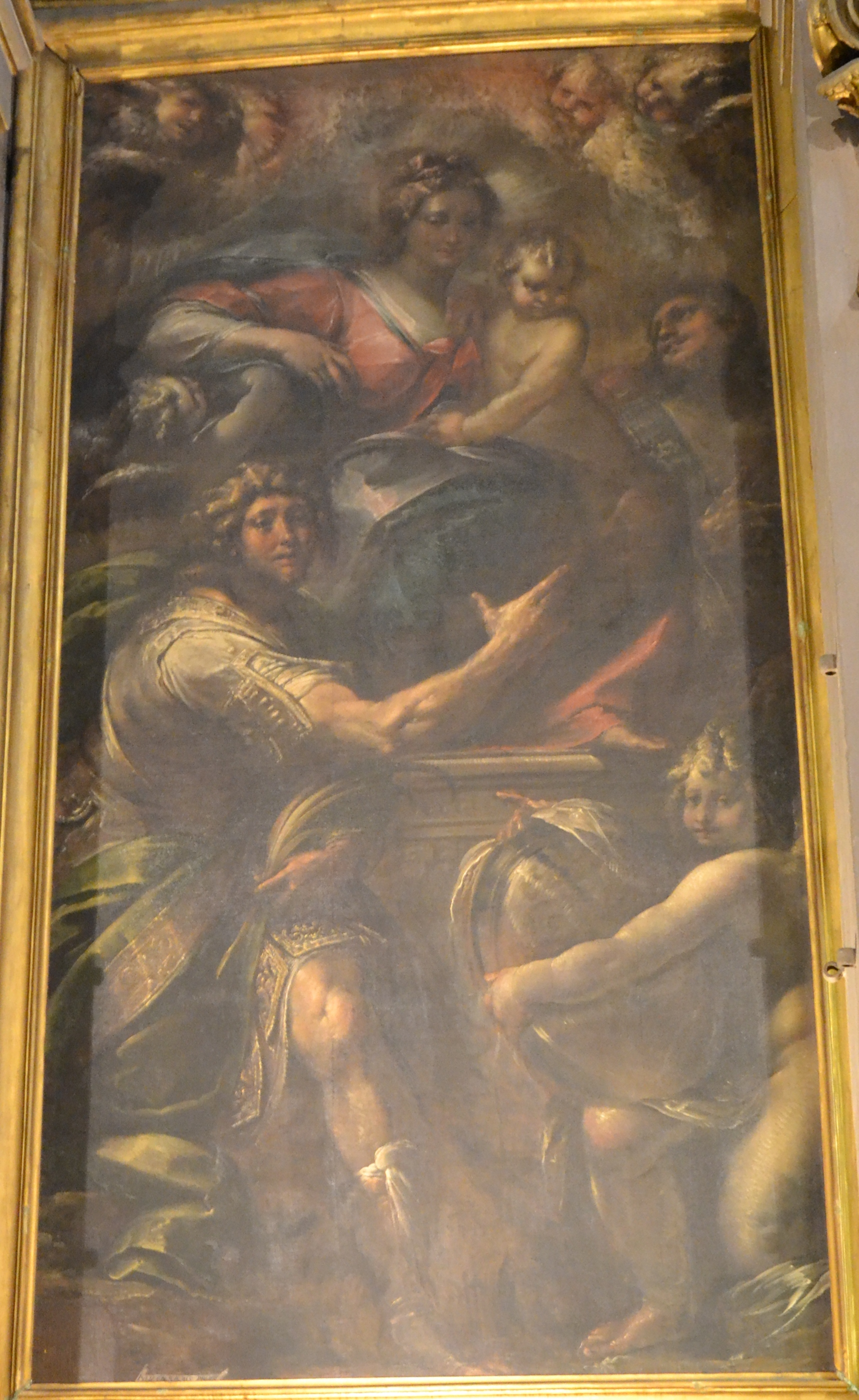
Giulio Cesare Procaccini

15 L'Apparizione di Gesù a Margherita Maria Alacoque (Mario Albertella, 1923).

#### Altare maggiore e coro
16 Arcibanco (Bottega dei Carminati, XVII secolo).
17 Altar Maggiore (XVIII secolo).
Nel coro si può ammirare al centro la grande pala del pittore barocco Giulio Cesare Procaccini, (1570-1625), 19 Madonna col Bambino e i santi Fermo e Rustico che mostra una raffinata ricerca di effetti luministici caratteristica del pittore di scuola emiliana. Ai lati, affreschi con 18 Martirio dei santi Fermo e Rustico (Giovanni Moriggia, 1834) e 20 I santi Fermo e Rustico passando per Caravaggio risuscitano un morto (XVII-XVIII secolo).

#### 21Cappella delle SS. Reliquie
Madonna col Bambino e i santi Ambrogio, Carlo e Gottardo (XVII secolo).

#### 22Cappella della deposizione
Ospita una pala con Cristo deposto, affollata composizione dovuta al pittore manierista locale Francesco Prata, allievo del Romanino (prima metà del XVI secolo).

#### 23Cappella dei santi Pietro e Andrea
Recentemente restaurata, contiene una Madonna col Bambino tra i santi Pietro e Andrea firmata dal pittore caravaggino Cristoforo Ferrari de' Giuchis (notizie sec. XV fine- sec. XVI inizio, 1504).
24 Cappella di san Giuseppe
Contiene un notevole trittico rinascimentale con La Natività, San Cristoforo, Santa Caterina d'Alessandria. L'opera, realizzata dal pittore locale Nicola Moietta nel 1529, mostra evidenti influssi leonardeschi e luineschi.

#### 25Cappella del fonte battesimale
Il Battesimo di Gesù (Coriolano Malagavazzo, 1571).

### Campanile
(Lapide alla base del campanile)

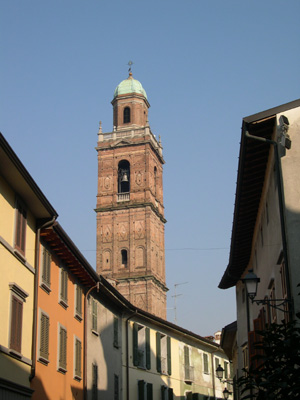
Il campanile della Parrocchiale, visto da via Roma.

La chiesa è affiancata, sulla destra (rispetto all'osservatore situato all'esterno), da un campanile alto 71-76 metri, la cui edificazione fu iniziata il 29 giugno 1500 per volere del governatore veneziano Giovanni Dandolo. In carica da appena dieci mesi, Dandolo voleva dotare la cittadina di un nuovo campanile che sostituisse quello preesistente, di altezza più modesta, collocato presso il tetto della navata laterale sinistra, fra la cappella di Sant'Ambrogio e la sagrestia, o forse, secondo altri, nello stesso luogo.
L'attività di costruzione si interruppe quando il campanile, che andava assumendo caratteristiche architettoniche tipicamente bramantesche, aveva raggiunto l'altezza di 48 metri; i lavori ripresero nel 1515, ma si interruppero nuovamente più volte fino al 1710, quando fu raggiunto il parapetto della cella campanaria.
Fu solo nel XIX secolo che l'architetto Lewis Gruner propose di far coprire la torre, ancora incompiuta, con un tetto a quattro spioventi, alla quota di 54 metri. Nel 1894 il caravaggino Angelo Bedolini progettò un cornicione classico con balaustra che doveva sovrastare la cella campanaria; sulla terrazza disegnò una cupola ottagonale, sormontata da un capolino e da una croce. Il progetto fu parzialmente attuato nel 1912, e portato a termine nel 1932; il campanile raggiunse così l'altezza di 71 metri. Non è dato sapere se il progetto di Bedolini venne influenzato da un disegno del 1592 inviato privatamente dal costruttore caravaggino Lorenzo Gallonzello a un parente di Roma (assieme ad una pianta della chiesa andata successivamente perduta); l'opera, che pur presenta evidenti somiglianze con il progetto del 1912, fu ritrovata nell'Archivio di Stato di Roma solo nella seconda metà del XX secolo.

### Iscrizioni sulle campane

#### Campana vecchia
(Iscrizione sul fregio superiore della campana vecchia)

#### Campanone
(Iscrizione sul primo giro)
(Iscrizione sul secondo giro)
Sotto questa iscrizione, sul lato est del campanone, è scolpita un'immagine della Beata Vergine di Caravaggio; sotto ancora, è riportato lo stemma comunale della città. Dalla parte opposta, verso ovest, sono raffigurati un crocifisso e lo stemma della famiglia Sforza; nel 1616, infatti, un componente della famiglia, Muzio Sforza, rivestiva la carica di quarto marchese di Caravaggio.
Infine, sul lato sud è inciso l'anno di fusione (1614), mentre a nord sono riportate informazioni sullo scultore:

## Organo a canne

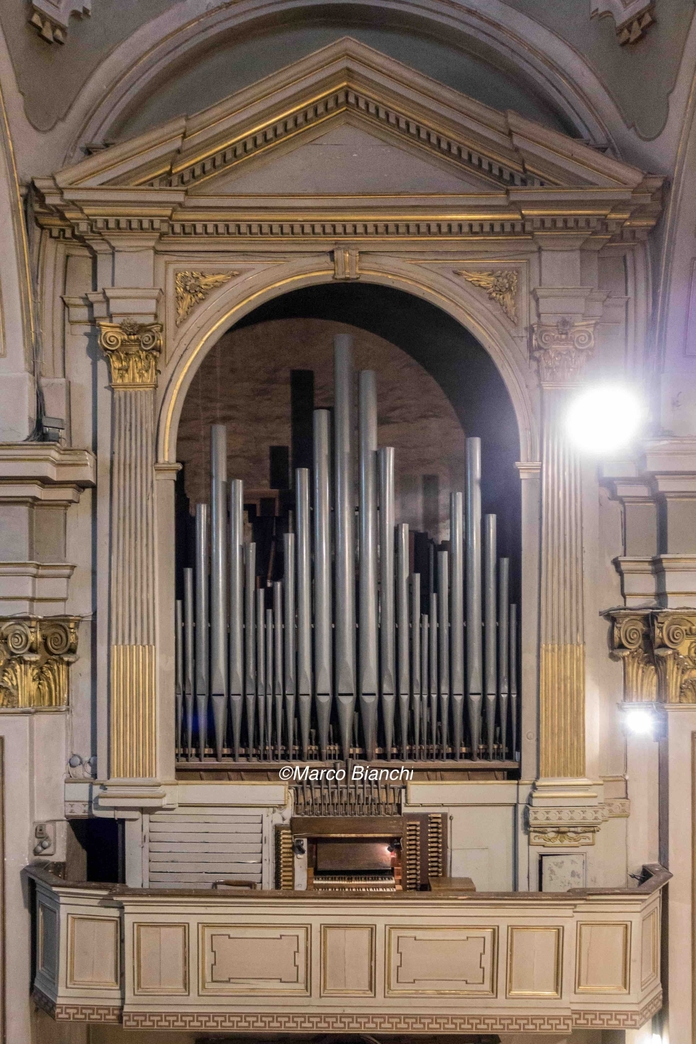
Organo "F.lli Serassi 1841"

L'organo è stato costruito dai Fratelli Serassi nel 1841, op.555. È collocato in cornu epistolae in un'elegante cassa lignea di fine Settecento in stile neoclassico.
Il prospetto dell'organo è composto da 25 canne di stagno appartenenti ai registri di Principale 16', Principale 8' e Principale II 8'; queste sono disposte in tre cuspidi con le bocche allineate. Caratteristica inusuale e interessante è il somiere indipendente posto davanti alla facciata dove si trova il registro di Oboe 8' Soprani; originariamente era sede del particolare e innovativo registro in ottone delle Trombe forzate 8' Soprani, in seguito rimosso.
La consolle è di tipo "a finestra" e dispone di due tastiere di 58 tasti (Do1-La5). La tastiera superiore comanda il Grand Organo; i tasti cromatici sono in legno d'ebano mentre i tasti diatonici sono stati ricoperti in galalite, probabilmente in un intervento successivo. La tastiera inferiore comanda l'Organo Eco e i tasti cromatici, così come per la tastiera superiore, sono in legno d'ebano mentre i tasti diatonici sono ricoperti in osso, quindi non modificati. La prima ottava di entrambe è cromatica e la divisione Bassi-Soprani è tra Si2 e Do3.
La pedaliera dritta non originale è di costruzione Giuseppe Franceschini; si compone di 25 pedali (Do1-Do3) con le prime 12 note reali della prima ottava distesa, mentre la seconda e il Do3 ritornella sulla prima.
Le due colonne di registri a destra della consolle appartengono al Grand Organo e presentano manette alla lombarda. Vi sono il Pedalone (interno) per la combinazione libera (alla lombarda) e il Pedalone (esterno) Tiratutti del ripieno. A sinistra la colonna di registri appartiene all'Organo Eco e presenta pomelli estraibili ad incastro. Vi è poi il Pedalone Tiratutti del ripieno 2° Organo.

Al di sopra della pedaliera vi sono 7 pedaletti per funzioni accessorie.
Col tempo numerose sono stati gli interventi di restauro e modifica dello strumento. Di notevole rilevanza è la riforma operata da Giuseppe Franceschini nel 1838, secondo lo stile ceciliano dell'epoca; vengono eliminati diversi registri tra i quali campanelli, timballi, rullante e cornetta.
Nonostante le varie stratificazioni accumulate lo strumento presenta ancora la quasi totalità dell'originale materiale Serassi.
| Organo Eco - tastiera inferiore | Organo Eco - tastiera inferiore |  | Grand Organo - tastiera superiore | Grand Organo - tastiera superiore | Grand Organo - tastiera superiore | Grand Organo - tastiera superiore | Grand Organo - tastiera superiore |
|                                 |                                 |  | Colonna di sinistra               | Colonna di sinistra               |                                   | Colonna di destra                 | Colonna di destra                 |
| ------------------------------- | ------------------------------- |  | --------------------------------- | --------------------------------- | --------------------------------- | --------------------------------- | --------------------------------- |
| Principale 8'                   | bassi                           |  | Corni dolci 16'                   | soprani                           |                                   | Principale 16'                    | bassi                             |
| Principale 8'                   | soprani                         |  | Violino 8'                        | soprani                           |                                   | Principale 16'                    | soprani                           |
| Ottava 4'                       | bassi                           |  | Cornetta I                        | XII-XV                            |                                   | Principale 8'                     | bassi                             |
| Ottava 4'                       | soprani                         |  | Fagotto 8'                        | bassi                             |                                   | Principale 8'                     | soprani                           |
| Decima quinta                   | bassi                           |  | Tromba 8'                         | soprani                           |                                   | Principale II 8'                  | bassi (dal Do2)                   |
| Violino 8'                      | soprani                         |  | Tromba 16'                        | soprani                           |                                   | Principale II 8'                  | soprani                           |
| Violino II 8'                   | soprani                         |  | Oboe 8'                           | soprani                           |                                   | Ottava 4'                         | bassi                             |
| Decima quinta                   | soprani                         |  | Clarone 4'                        | bassi                             |                                   | Ottava 4'                         | soprani                           |
| Decima nona e Vigesima 2ª       | bassi                           |  | Corno bassetto 8'                 | bassi                             |                                   | Ottava II 4'                      | bassi e soprani                   |
| Violoncello 8'                  | bassi                           |  | Corno inglese 8'                  | soprani                           |                                   | Duodecima                         |                                   |
| Decima nona e Vigesima 2ª       | soprani                         |  | Viola 8'                          | bassi                             |                                   | Decima quinta                     |                                   |
| Violoncello 8'                  | soprani                         |  | Dulciana 4'                       | bassi                             |                                   | Decima nona                       |                                   |
| Voce umana                      | soprani                         |  | Flutta 8'                         | soprani                           |                                   | Vigesima seconda                  |                                   |
|                                 |                                 |  | Flauto 4'                         | (dal Do2)                         |                                   | Due di ripieno                    | XXVI-XXIX                         |
|                                 |                                 |  | Concerto viole 8'                 |                                   |                                   | Due di ripieno                    | XXXIII-XXXVI                      |
|                                 |                                 |  | Ottavino 2'                       | bassi                             |                                   | Due di ripieno                    | XL-XLIII                          |
|                                 |                                 |  | Ottavino 2'                       | soprani                           |                                   | Contrabbasi 16'                   |                                   |
|                                 |                                 |  | Voce umana 8'                     | soprani                           |                                   | Bordone 16'                       |                                   |
|                                 |                                 |  | Terza mano                        |                                   |                                   | Tromboni 12'                      |                                   |
|                                 |                                 |  |                                   |                                   |                                   | Unione due tastiere               |                                   |